# Panteleïmon Ponomarenko
Panteleïmon Ponomarenko (en russe : Пантелеймон Кондратьевич Пономаренко, en biélorusse : Панцеляймон Кандратавіч Панамарэнка), né le 9 août 1902 dans le kraï de Krasnodar et mort le 18 janvier 1984 à Moscou, est un général de l'Armée rouge et homme politique soviétique. Durant la Seconde Guerre mondiale, il dirigea les partisans en Biélorussie occupée.

## Fonctions
- Premier secrétaire du Parti communiste de Biélorussie (18 juin 1938 – 7 mars 1947)
- Président du Conseil des ministres de la République socialiste soviétique de Biélorussie (7 février 1944 – 17 mars 1948)
- Membre du Politburo du PCUS (16 octobre 1952 - 6 mars 1953)
- Ministre de la Culture de l'URSS (15 mars 1953 – 9 mars 1954)
- Premier secrétaire du Parti communiste du Kazakhstan (6 février 1954 – 7 mai 1955)
- Ambassadeur d'URSS en Inde et au Népal (26 octobre 1957 - 22 avril 1959)
- Ambassadeur d'URSS aux Pays-Bas (30 juin 1959 - 21 juin 1962)

## Source
- (en) Cet article est partiellement ou en totalité issu de l’article de Wikipédia en anglais intitulé « Panteleimon Ponomarenko » (voir la liste des auteurs).